# جواد حیدری
جواد حیدری (۹ آبان ۱۳۶۱ – ۳۱ شهریور ۱۴۰۱) معترض ایرانی بود که در خیزش ۱۴۰۱ ایران توسط نیروهای سرکوب‌گر نظام جمهوری اسلامی ایران در نزدیکی پارک ملت قزوین، خیابان حکم‌آباد، مورد اصابت گلوله قرار گرفت و بعد از چند ساعت به دلیل شدت جراحات و عدم رسیدگی پزشکی جان باخت.
جواد حیدری دانش‌آموخته رشته مهندسی کشاورزی بود. گفته شده که وی از پشت، مورد هدف گلولهٔ جنگی قرار گرفته و سپس با اسلحه به دور وی حلقه زده‌اند و به جای انتقالش به بیمارستان به داخل مقر فرماندهی، که در نزدیکی پارک ملت است برده شده و بعد از وخامت حالش و درحالی که خون شدیدی از او رفته بود به بیمارستان رجایی منتقل شد.
پس از ۲۴ ساعت بی‌خبری و در جهت یافتن حقیقت پیرامون مرگ جواد حیدری، خانواده هویت پلیس ضارب را یافتند. آنها همچنین مانع دفن جنازه ه توسط نیروهای امنیتی شدند چون قصد داشتند آثار جراحت روی پیکر جواد را را مشاهده کنند. پیکر او را به سردخانه بازگرداندند و در روستای زادگاهش «رحمت‌آباد بزرگ» دفن شد.

## مراسم چهلم
اتحادیه آزاد کارگران ایران از احضار و بازداشت بیش از ۲۵۰ نفر از اهالی روستای رحمت‌آباد استان قزوین به دلیل حضور در مراسم چهلم جواد حیدری خبر داد.

## آزار خانواده
نیروهای حکومتی جمهوری اسلامی روز پنجشنبه ۳۰ شهریور در آستانه سالگرد کشته‌شدن جواد حیدری در خیزش ۱۴۰۱، با حمله به خانواده جواد حیدری چندین عضو خانواده او را مورد ضرب و جرح قرار داده‌اند تا از برگزاری مراسم سالگرد جلوگیری کنند.